# Asymmetrione nossibensis
Asymmetrione nossibensis är en kräftdjursart som beskrevs av M. Bourdon 1976. Asymmetrione nossibensis ingår i släktet Asymmetrione och familjen Bopyridae. Inga underarter finns listade i Catalogue of Life.